# August Schmidt (Gewerkschafter)
August Schmidt (* 8. Mai 1878 in Dortmund-Oespel; † 7. Juni 1965 ebenda) war ein deutscher Gewerkschafter, Mitbegründer der IG Bergbau und deren erster Vorsitzender.

## Leben
August Schmidt wurde in Oespel, einem Dortmunder Vorort, geboren. Nach dem Besuch der Volksschule begann er auf der Zeche Germania in Marten zu arbeiten und war 17 Jahre als Bergmann tätig. Im Jahr 1902 trat er in die SPD ein und war seit 1903 Mitglied des Gemeinderates von Oespel. In den Jahren 1909 bis 1933 übernahm er leitende Funktionen im freigewerkschaftlichen Verband der Bergarbeiter Deutschlands, bei dem er 1909 Bezirksleiter in Essen war. Nach dem Beginn des Ersten Weltkriegs wurde er zum Militär eingezogen und wurde nach einer Verwundung bereits 1914 wieder entlassen.
Schmidt wurde im Jahr 1918 Mitglied des Gesamtvorstandes und 1928 zweiter Vorsitzender der freigewerkschaftlichen Bergarbeitergewerkschaft. Er war auch Mitarbeiter der Hauptverwaltung der Gewerkschaft mit Sitz in Bochum. Außerdem gehörte er dem Internationalen Arbeitsamt Genf an. Daneben war er seit 1922 Mitglied des Vorläufigen Reichswirtschaftsrates.
Nach dem Beginn der nationalsozialistischen Herrschaft und der Zerschlagung der Gewerkschaften wurde Schmidt entlassen. Vorübergehend wurde er in „Schutzhaft“ genommen. In den Jahren 1934 und 1938 betrieb er eine Brotverkaufsstelle in Barop. Danach war er Knappschaftsrentner.
Bereits im Mai 1945 fanden unter seiner maßgeblichen Beteiligung erste Gespräche zur Wiedergründung freier Gewerkschaften in Dortmund statt. Schmidt war zwischen März 1946 und Dezember 1946 Vorsitzender der provisorischen Ruhrgebietsleitung der Gewerkschaften. Er begründete am 8./9. Dezember 1946 den Industrieverband (IV) Bergbau britische Zone mit, aus dem später die IG Bergbau hervorging. Schmidt war bis November 1948 Vorsitzender der Organisation und danach März 1949 in der Bizone. Er war auch 1947 bis 1949 Mitglied im Zonenvorstand des DGB für die britische Zone. In den Jahren nach 1947 gehörte er auch der Deutschen Kohlenbergbauleitung an.
Zwischen März 1949 und Juli 1953 war Schmidt Vorsitzender der IG Bergbau, die im Jahr 1953 eine Mitgliederzahl von 650.000 hatte. Danach war er bis zu seinem Tod Ehrenvorsitzender der Organisation. Außerdem war er von 1949 bis 1953 Beisitzer im geschäftsführenden DGB-Bundesvorstand.
August Schmidt starb 1965 in Dortmund.

## Ehrungen
- 1953: Großes Bundesverdienstkreuz mit Stern und Schulterband
- 1957: Freiherr-vom-Stein-Preis
- 1958: Ehrensenator der TU Berlin
- 1958: Ehrenbürger der Stadt Dortmund

## Würdigungen
- Die nach ihm benannte August-Schmidt-Stiftung kümmert sich um die Kinder tödlich verunglückter Bergleute und erhielt im Jahr 1974 eine einmalige Geldspende in Höhe von 150.000 DM von der Landesregierung Nordrhein-Westfalen,[1] die auf diese Weise post mortem Schmidts Engagement würdigte.

- In Recklinghausen wurde ein Teilstück der Südumgehung der Innenstadt nach ihm benannt (August-Schmidt-Ring).

- August-Schmidt-Straßen gibt es in zahlreichen Städten des Ruhrgebietes: Bergkamen, Bönen, Dinslaken, Dortmund (Universitäts-Campus), Essen-Katernberg, Gladbeck, Hamm, Herten-Westerholt, Kamen, Lünen, Marl-Hüls, Mülheim an der Ruhr, Oberhausen-Osterfeld, Oer-Erkenschwick, Unna und Witten-Herbede, außerdem im einstigen Aachener Bergbaurevier in Alsdorf, Merkstein (Platz und Haltestelle für Bus und Bahn) und Eschweiler.

## Schriften
- Abgebaut. Lebensbild in zwei Akten. Arbeiter-Theaterverlag Jahn, Leipzig 1929.
- Im Schatten der grauen Berge. Ein Bergmannsroman von der Saar. Malstatt-Burbacher Handelsdruckerei, Saarbrücken 1948.
- Lang war der Weg. Verlag der Gesellschaft der IG Bergbau, Bochum 1958.